# Trstené pri Hornáde
Trstené pri Hornáde (bis 1948 slowakisch „Nádošť“; ungarisch Abaújnádasd – bis 1907 Nádasd) ist eine Gemeinde im Osten der Slowakei mit 1511 Einwohnern (Stand 31. Dezember 2024), die zum Okres Košice-okolie, einem Teil des Košický kraj gehört. Sie ist Teil der traditionellen Landschaft Abov.

## Geographie
Die Gemeinde befindet sich im Talkessel Košická kotlina am linken Ufer des Hornád, der ab hier auf einem kurzen Abschnitt die Grenze zu Ungarn bildet, sowie am Fuß des östlich gelegenen Gebirges Slanské vrchy. Südlich des Ortes verläuft die ungarische Grenze, seit 2013 besteht zudem eine Straßenverbindung ins ungarische Kéked. Das Ortszentrum liegt auf einer Höhe von 204 m n.m. und ist 23 Kilometer von Košice entfernt.
Nachbargemeinden sind Ždaňa im Norden, Skároš im Nordosten und Osten, Hollóháza (H) im Südosten, Kéked (H) im Süden, Seňa im Westen und Gyňov im Nordwesten.

## Geschichte
Das heutige Gemeindegebiet war schon in der Urzeit besiedelt, mit Funden aus der Alt-, Neusteinzeit (Bükker Kultur), Hallstattzeit und Römerzeit. Im 9.–11. Jahrhundert gab es hier eine slawische Siedlung.
Der Ort wurde zum ersten Mal 1215 als Zaka schriftlich erwähnt und gehörte damals zum Gut der Burg Abaújvár. Doch gegen Mitte des 13. Jahrhunderts war das Dorf menschenleer, wohl als Folge des verheerenden Mongolensturms. Eine Neugründung erfolgte 1265 und der neue Ort ist 1270 in einer Urkunde als Nadasd verzeichnet und war vorwiegend von Magyaren bewohnt. Im 13. und 14. Jahrhundert war Nádasd Sitz eines Herrschaftsguts und war zudem Standort einer Mautstelle. Im Mittelalter gehörte es zu den Geschlechtern Aba und Drugeth, nach 1508 der Stadt Kaschau.
Im 18. Jahrhundert gehörte das nun slowakisch-ungarische Dorf den Familien Sóos und Bónis. 1828 zählte man 123 Häuser und 1203 Einwohner, die vorwiegend in der Landwirtschaft beschäftigt waren.
Bis 1918/1919 gehörte der im Komitat Abaúj-Torna liegende Ort zum Königreich Ungarn und kam danach zur Tschechoslowakei beziehungsweise heute Slowakei. Auf Grund des Ersten Wiener Schiedsspruchs lag er 1938–1945 noch einmal in Ungarn. 1948 wurde aus nationalpolitischen Gründen der zu ungarisch klingende Name „Nádošť“ in „Trstené pri Hornáde“ geändert (slowakisch trsť = ungarisch nád = deutsch Schilf).

## Bevölkerung
| Jahr                | 1994 | 2004    | 2014    | 2024    |
| ------------------- | ---- | ------- | ------- | ------- |
| Anzahl der Personen | 1480 | 1460    | 1538    | 1511    |
| Unterschied         |      | −1,35 % | +5,34 % | −1,75 % |

| Jahr                | 2023 | 2024    |
| ------------------- | ---- | ------- |
| Anzahl der Personen | 1500 | 1511    |
| Unterschied         |      | +0,73 % |

Nach der Volkszählung 2011 wohnten in Trstené pri Hornáde 1523 Einwohner, davon 1347 Slowaken, 17 Roma, vier Magyaren, drei Polen und zwei Tschechen. 150 Einwohner machten diesbezüglich keine Angabe. 1228 Einwohner bekannten sich zur römisch-katholischen Kirche, 59 Einwohner zur reformierten Kirche, 14 Einwohner zur griechisch-katholischen Kirche, sieben Einwohner zur altkatholischen Kirche, fünf Einwohner zur evangelischen Kirche A. B., vier Einwohner zur evangelistischen Kirche und ein Einwohner zur Bahai-Religion; zwei Einwohner bekannten sich zu einer anderen Konfession. 43 Einwohner waren konfessionslos und bei 160 Einwohnern wurde die Konfession nicht ermittelt.

## Bauwerke
- römisch-katholische Annakirche im gotischen Stil aus dem 15. Jahrhundert